# Univerza v Heidelbergu
Univerza v Heidelbergu je univerza s sedežem v Heidelbergu v nemški zvezni deželi deželi Baden-Württemberg. Je med najstarejšimi evropskimi univerzami in najstarejša v Nemčiji. Po Karlovi univerzi v Pragi in Dunajski univerzi, je bila to tretja univerza ustanovljena v Svetem rimskem cesarstvu severno od Alp oz. na nemškem jezikovnem področju. 23. oktobra 1385 je Heidelberg prejel temeljni privilegij papeža Urbana VI. Od svoje ustanovitve leta 1386 v času vladanja Pfalškega volilnega kneza Ruprehta I., je imela več stoletij štiri fakultete (teologija, pravo, medicina, filozofija). V poletnem semestru 1891 so kot peto samostojno fakulteto dodali naravoslovje.  Leta 1969 je bila razdeljena na 16 bolj specializiranih fakultet. Po reorganizaciji leta 2002 obstaja 12 fakultet.
V sedanjem QS World University Rankings 2013, je Univerza v Heidelbergu priznana kot najboljša nemška univerza. Je 50 na svetu.  V drugih lestvicah, kot so Šanghajska lestvica ali Times Higher Education World University Rankings, se Univerza v Heidelbergu v zadnjih letih dosledno uvršča med najboljše tri univerze v Nemčiji. Univerza je članica Zveze evropskih raziskovalnih univerz ( League of European Research Universities - LERU) in skupine Coimbra.

## Zgodovina

### Ustanovitev
Univerzo je, kot tretjo v Svetem rimskem cesarstvu, ustanovil volilni knez Rupreht I. s papeževo odobritvijo leta 1386 in s tem dal svojim Pfalškim ozemljem duhovni center za privabljanje tujih, cerkvenih in državnih uradnikov v svoji lastni državi. Ozadje ustanovitve univerze je bil razkol v Zahodni cerkvi: absolventi - ki se niso strinjali s papežem v Avignonu - so iz Sorbonne prišli v Pfalz - pod okrilje rimskega papeža - ki je vztrajal na lokalnem usposabljanju teologov. Prvi profesorji mlade univerze so prišli iz Pariza in Prage in pobegnili razkolu in državljanskim bojem doma. Ustanovni rektor je bil Marsilius von Inghen. V Heidelbergu je dolgo učil le filozofsko smer nominalizem (problem univerzalnosti).
Ustanovna listina je bila izdane 1. oktobra 1386. 18. oktobra se je začel program Splošni študij s cerkvenim sejmom, dan po tem so zabeležili prva predavanja.  Naročilo za srebrn znak je bil tudi izdan 18. oktobra. Univerza nosi podobo pečata v svojem logotipu. 
Univerza je imela sprva precejšnje prostorske probleme, predavanja so potekala v avguštinskem in frančiškanskem samostanu. Več prostora je prešlo na univerzo, ko je volilni knez Rupreht II. nagnal Jude iz Heidelberga in zasedel prazne stavbe. Sinagoga je bila pretvorjena v Marijino kapelo in je služila kot predavalnica. Za financiranje univerze je poskrbel volilni knez Rupreht III. s tem, da sta  cerkev Svetega Duha in samostan služila tudi kot univerzitetna cerkev vse do 19. stoletja.
Volilni knezi so skrbeli za svojo univerzo, posegali pa tudi v njihovo avtonomijo, kjer se jim je zdelo potrebno. Tako so ustvarili nove intelektualne tokove, kot je bil humanizem. Knez Friderik je vodil pomembno reformo univerze: na Teološki fakulteti je uvedel realizem, kar je pomenilo del akademske svobode. Hkrati so ob cerkvenem, poučevali tudi civilno pravo. Friderikov svetovalec Andreas Hartmanni je bil med 1463 in njegovo smrtjo leta 1495 skupno sedemkrat izvoljen za rektorja Univerze, kar je bilo več kot kadarkoli kasneje. Med kanoniki cerkve Svetega Duha je bil mlajši sorodnik Hartmannus Hartmanni, ki je bil leta 1510 najdlje živeči zgodnji štipendist univerze, od obstoja do leta 1949.

### Reformacija
Univerza je dolgo nasprotovala reformaciji kljub Heidelberg Disputation Martina Luthra leta 1518. Čeprav je bil kancler Hartmannus Hartmanni starejši, sin nekdanjega rektorja, ga je volilni knez Friderik II. leta 1546 prepričal, da je poklical protestantskega pridigarja Heinricha Stolla proti volji ortodoksnih profesorjev in rektorja univerze. Najprej je reformacija uspela na Filozofski fakulteti in Collegium principis. Prvi, ki je leta 1556 reformiral celotno univerzo, je bil volilni knez Otto Heinrich. Doslej najbolj radikalna reforma univerze je zahtevala, da so študentje morali odslej nositi običajne civilne obleke, namesto prej predpisanih verskih. Na teološki fakulteti sta študij hebrejščine in grščine postala obvezna, na medicinski fakulteti je bil večji poudarek dan praktičnemu usposabljanju.
V drugi polovici 16. stoletja v času vladavine volilnega kneza Friderika III., je bil Heidelberg središče evropske znanosti in kulture, pa tudi poseben značaj kalvinističnega kolegija. Heidelberg je bil nemška Ženeva, tj središče kalvinističnega učenja, čigar mednarodni ugled profesorjev in študentov se je preselil sem iz vse Evrope. V sodelovanju s teološko fakulteto je leta 1563 nastal znameniti Heidelberški Katekizem. Poleg kalvinizma je proti koncu 16. stoletja prišel pozni humanizem. V tem obdobju so tukaj delali, med drugim Paul Schede, Jan Gruter, Martin Opitz, Julius Wilhelm Zincgref in Matthäus Merian.

### Tridesetletna vojna
Največji razcvet je trajal do leta 1618. Tridesetletna vojna je Univerzo močno prizadela. Večkrat je bilo prekinjeno delo in leta 1622 svetovno znana Bibliotheca Palatina prenesena v Rim. Naporen je bil nov začetek leta 1693, v po vojni v popolnoma uničenem Heidelbergu, ki so ga uničili vojaki Ludvika XIV. Tudi ostala univerza je bila več let zaprta.

### 18. stoletje
V 18. stoletju je v Heidelbergu vladala intelektualna povprečnost. Profesorji so bili večinoma jezuiti, ki so bili običajno le kratek čas v Heidelbergu. Drugi profesorji iz teh krajev niso bili znanstveno na nivoju. Doslej nesporen evangeličanski značaj je bil izgubljen zaradi pozne protireformacije. Slabo finančno upravljanje in revolucionarna vojna konec 18. stoletja je prinesla univerzi lastnino in samostojen dohodek.
1712-1735 je bila ustanovljena na Univerzitetnem trgu v Domus Wilhelmina, ki je zdaj znana kot glavna stavba Alte Universität, arhitekta Johanna Adama Breuniga iz Mainza. 

### 19. stoletje
Prehod Heidelberga v deželo Baden leta 1802, je prinesel nov začetek. Univerza je bila reorganizirana in financirana kot zvezna izobraževalna institucija. Prvi veliki vojvoda Badna Karl Friedrich je Univerzo preimenoval po ustanovitelju in od takrat se imenuje Ruprecht-Karls-Universität.
Univerza je na splošno pod vplivom humanizma, vendar so tudi romantiki našli somišljenike med profesorji in študenti. Dve leti (1816–1818) je v Heidelbergu poučeval filozofijo Georg Wilhelm Friedrich Hegel, zdravnik Maximilian Joseph iz Cheliusa je bistveno prispeval h gradnji Medicinske fakultete Univerze v Heidelberg in imel bolnike iz vse Evrope. Heidelberški profesorji so bili med nosilci predmarčnega liberalizma, mnogi izmed njih so bili leta 1848 člani frankfurtskega državnega zbora. Po revoluciji je bil Ludwig Hausser zagovornik svobode narodov v jugozahodni Nemčiji. Medtem ko so v naravoslovju sodelovali Robert Wilhelm Bunsen, Gustav Robert Kirchhoff in Hermann Ludwig Ferdinand von Helmholtz in doživljali vrhunec, je bil Heidelberg v 19. stoletju splošno znan kot Univerza pravnikov.
Leta 1886 so praznovali 500-letnico Univerze. Proti koncu 19. stoletja, natančneje prvič v poletnem semestru leta 1900 so bile med vpisanimi študenti tudi ženske.

### 20. stoletje do leta 1945
Na začetku dvajsetega stoletja sta v Heidelbergu poučevala dva najbolj pomembna predstavnika jugozahodno-nemške šole, Wilhelm Windelband in Heinrich Rickert. Heidelberg je bil svetovljanska in liberalna univerza. To je bilo očitno, ne samo po številu tujih študentov, ampak po posebnem heidelberškem duhu, interdisciplinarnih pogovorih, ki jih je navdihoval Max Weber s prijatelji, še posebej, teolog Ernst Troeltsch in krog mladih znanstvenikov.

#### Weimarska Republika
V času Weimarske republike so bili na univerzi številni profesorji, kot so bili Karl Jaspers, Gustav Radbruch, Martin Dibelius in Alfred Weber, pogosto obravnavani kot trdnjava demokratičnega duha. Na pobudo ameriškega veleposlanika Jacoba Goulda Schurmana, so nekdanji študenti Univerze v Heidelbergu, zbrali donacijo več kot 500 000 USA $, da bi leta 1930 omogočili postavitev napisa in skulpture Neuen Universität  Karlu Gruberju. Delo je dobil Friedrich Gundolf. Napis Dem lebendigen Geist, je v času nacistične diktature zamenjal  Dem deutschen Geist in leta 1945 obnovljen po starem pod vodstvom ameriške vojaške vlade, leta 1936 pa neprimeren cesarski orel odstranjen in zamenjan z grško boginjo umetnosti in znanosti Ateno Karla Albikersa ter postavljen nazaj na prvotno mesto.

#### Nacionalsocializem
Univerza v Heidelbergu je bila v času nacizma, prva celovita univerza v Nemčiji, ki se je izjavila za nacionalsocialistično univerzo in uvedeno načelo vodje. Odpuščanje Judov in politično nezaželenih predavateljev in profesorjev leta 1933, je univerzo nesorazmerno prizadelo. Med drugimi so univerzo zapustili pravni filozof in nekdanji minister za pravosodje Gustav Radbruch, serolog Hans Sachs in filozof Karl Jaspers. Univerza v Heidelbergu je izgubila 25% svojih učiteljev. Mnogi znanstveniki so odšli v izgnanstvo. Dva profesorja, kirurg Richard Werner in ginekolog Maximilian Neu, sta bila žrtvi nacističnega terorja.  Ob požigu knjig maja 1933 na Univerzitetnem trgu, so bili aktivno vključeni tudi člani univerze. Posebno vlogo je imela heidelberška  Burschenschaft  (študetska bratovščina). S profiliranimi privrženci režima je bil Heidelberg ožigosan kot  braune Universität. Predanost podobi na portalu stavbe Nove univerze je bila spremenjena leta 1936 z velikim nemškim orlom, mnogo študentov, predavateljev in profesorjev se je poklonilo novemu motu.  Novembra 1938 je postal rektor univerze vojaški zgodovinar Paul Schmitthenner in tako je ostalo vse do konca vojne.

### Po letu 1945

#### Zvezna republika
Ob koncu druge svetovne vojne je bila univerza navzven nedotaknjena, vendar je potrebovala duhovno obnovo. Na pobudo Emila Henka, ki je bil eden redkih preživelih članov zarotnikov kroga z dne 20. julija 1944 o stikih z ameriško vojaško vlado, je bila Ruperto Carola ponovno odprta kot prva nemška Univerza leta 1945. Pod okriljem filozofa Karla Jaspersa je bil, s strani 5. aprila 1945 ustanovljenega  "Odbora trinajstih" določen nov predpis, ki je zahteval, da je univerza dolžna "služiti duhu resnice, pravičnosti in humanosti" (dem lebendigen Geist der Wahrheit, Gerechtigkeit und Humanität zu dienen). Prvi rektor v povojnem obdobju je bil kirurg Karl Heinrich Bauer. Glede na usmeritve vojaške vlade iz 26. avgusta, in želje po "ponovnem odprtju vseh fakultet", se je končno, po dolgih pogajanjih, začel pouk spet v zimskem semestru 1945/1946 in 15. avgusta na Medicinski fakulteti. V okviru širitve poslovanja, je bila univerza razdeljena na več lokacij: naravoslovje in del medicine na univerzi je bil zgrajen univerzitetni kampus, medtem ko so humanistične vede ostale v starem mestnem jedru. Stara bolnišnica v Bergheimu se je še razširila.
Nadaljnje reforme so prinesle odcepitev Filozofske fakultete kot pete fakultete in leta 1969 razdelitev Univerze v 16 fakultet. Število študentov je nenehno raslo - v jubilejnem letu 1986 (600 letnici) jih je bilo 27.000. Predstavljali so precejšen del celotnega prebivalstva v Heidelberga.

#### Po letu 1990
Univerza je pridobila v zadnjih letih, zaradi svojih številnih klinik in sodelovanjem z drugimi raziskovalnimi ustanovami, velik ugled na področju medicine, nevrobiologije in fizike, matematike in računalništva, prava in ekonomije. Kot prva nemška univerza je ustanovila podružnice v tujini, ki so namenjene spodbujanju ugleda univerze v svetu, kot v Egiptu, Čilu in Massachusetts (ZDA). V oktobru 2007 je bila v drugem krogu pobude odličnosti za razvoj njene institucionalne strategije  Heidelberg: Realising the Potential of a Comprehensive University.

## Fakultete
- Teološka fakulteta (Theologische Fakultät), ustanovljena 1386
- Pravna fakulteta (Juristische Fakultät), ustanovljena 1386
- Filozofska fakulteta (Philosophische Fakultät), ustanovljena 2002
- Novofilološka fakulteta (Neuphilologische Fakultät), ustanovljena 1968
- Fakulteta za ekonomijo in družbene vede (Fakultät für Wirtschafts- und Sozialwissenschaften)
- Fakulteta za vedenjske in empirične kulturološke vede (Fakultät für Verhaltens- und Empirische Kulturwissenschaften)
- Fakulteta za matematiko in informatiko (Fakultät für Mathematik und Informatik), ustanovljena 2001
- Fakulteta za fiziko in astronomijo (Fakultät für Physik und Astronomie), ustanovljena 1949
- Fakulteta za kemijo in vede o Zemlji (Fakultät für Chemie und Geowissenschaften), ustanovljena 2002
- Fakulteta za biološke vede (Fakultät für Biowissenschaften), ustanovljena 2002
- Medicinska fakulteta v Heidelbergu (Medizinische Fakultät Heidelberg), ustanovljena 1386
- Medicinska fakulteta v Mannheimu (Medizinische Fakultät Mannheim), ustanovljena 1964

## Univerzitetna knjižnica
Poreklo današnje heidelberške univerzitetne knjižnice sega v leto ustanovitve Univerze v 1386. Takrat so bile ustvarjene knjižnice Filozofske fakultete, treh višjih fakultet (teologija, pravo, medicina) in samostanska knjižnica. Prve dokumente je nakupil prvi rektor Marsilius von Inghen leta 1388. Ta okvir je bil postavljen v cerkvi Svetega Duha. Različno zgrajene knjižne zbirke od ustanovitve Univerze, kot tudi grajske knjižnice, so bile združene v 16. stoletju, ko je volilni knez Ottoheinrich ustanovil Bibliotheca Palatina in jo dal na voljo javnosti v emporah cerkve Svetega Duha. Še posebej pomembna je bila donacija Fuggerja (Augsburg, Ulrich Fugger starejši). Večino slavne knjižnice je leta 1622 podaril kot plen v času tridesetletne vojne, vojvoda Maksimilijan Bavarski, papežu Gregorju XV. Tako je bilo znanstveno delo onemogočeno.
Samostanska knjižnica je bila leta 1804 sekularizirana v samostanih Salem in Peterhausen in je bila podlaga za obnovo v 19. stoletju. V letu 1816 je 847 rokopisov v nemškem jeziku knjižnice Palatina vrnjeni v Heidelberg. Sledile so zamenjave, ki so vključevale Codex Manesse leta 1888 (Rokopis visoke heidelberške pesmi), ki je prišel preko Kraljeve knjižnice v Parizu. Karl Zangemeister (1837-1902) je bil prvi direktor Univerzitetne knjižnice.
1901-1905 je bila zgrajena nova stavba, po načrtih Josefa Durma iz rdečega peščenjaka in bogato ornamentiko, posebej za Univerzitetno knjižnico in se nahaja nasproti cerkve svetega Petra. Njena oblika povzema renesančni slog gradu in ima številne vplive Art Nouveau. Ta stavba je že bila razširjena. Fasade so prebodene z mnogimi okni za naravno osvetlitev.
Poleg glavne knjižnice v starem delu mesta, je bila leta 1978 v kampusu odprta še podružnica univerzitetne knjižnice. Ta oskrbuje lokalne znanstvene in zdravstvene ustanove in univerzitetne bolnišnice.
Univerzitetna knjižnica (Hauptbibliothek Altstad in podružnica na kampusu), je osrednja knjižnica knjižničnega sistema Univerze v Heidelbergu. Univerzitetna knjižnica in 61 decentraliziranih (specializiranih) knjižnic tvori enotni sistem pod vodstvom direktorja univerzitetne knjižnice. Knjižnični sistem je sestavljen v skladu z načelom funkcionalnosti.
Poslanstvo univerzitetne knjižnice je celovita storitev članom Univerze v Heidelbergu. Poleg običajnih nalog zbiranja knjig za raziskovalne in učenje na fakultetah, ima naslednje posebne zbirke: literaturo o volilnih knezih Pfalške in Badna, posebne zbirke in specializirane informacijske storitve kot so egiptologija, arheologija, srednjeveška in moderna zgodovina (do 1945), južna Azija. 
Imetje v Univerzitetni knjižnici je preseglo mejo milijon enot že leta 1934. Danes ima več kot 3 milijone volumnov - vključno z več kot 490.000 neknjižnega gradiva (kot so mikrofilm in video posnetki) in 6800 rokopisov. V decentraliziranih knjižnicah (vključno z 11 knjižnicami z več kot 100.000 enotami) je še dodatnih 3 milijone enot, torej skupaj 6 mio eno.
Vsako leto sodeluje več kot 40.000 aktivnih uporabnikov, s približno 1,6 milijona izposojami (podatki 2013). Konvencionalna knjižna ponudba je že dopolnjena s številnimi elektronskimi storitvami: 90.000 elektronskih revij in 2800 baz je dostopnih v elektronski obliki univerzitetnim članom. Knjižnica ima približno 175 zaposlenih.

## Akademske inštitucije
- Institut für Medizintechnologie (IMT)[9]
- Biochemiezentrum (BZH)
- Biowissenschaftliches Zentrum „Bioquant“
- Centre for Organismal Studies Heidelberg
- Centrum für soziale Investitionen und Innovationen (CSI)
- Heidelberg Center for American Studies (HCA)
- Interdisziplinäres Zentrum für Neurowissenschaften (IZN)
- Interdisziplinäres Zentrum für wissenschaftliches Rechnen (IWR)
- Institut für Pharmazie und Molekulare Biotechnologie (IPMB)
- Institut für Umweltphysik (IUP, seit 1974)
- Marsilius-Kolleg – Interdisziplinäres Zentrum für Grundlagenforschung / Center for Advanced Study (MK)
- Südasien-Institut (SAI, seit 1962)
- Institut für Technische Informatik (ZITI)
- Netzwerk Alternsforschung]] (NAR)
- Zentrum für Astronomie der Universität Heidelberg (ZAH)
- Zentrum für Molekulare Biologie der Universität Heidelberg (ZMBH)

## Pomembne osebnosti
- Seznam pomembnih osebnosti iz Univerze v Heidelbergu

### Nobelovi nagrajenci
- Otto Meyerhof - biokemik (1908-1912, 1930-1938) direktor Kaiser Wilhelm inštituta (zdaj Max Planck inštituta za medicinske raziskave), Nobelov nagrajenec 1922
- Bert Sakmann - (Prof.) Nobelova nagrada za medicino leta 1991
- Otto Warburg - medicina, fiziologija, Nobelov nagrajenec iz leta 1931 (Stud, Prom, habil ...)
- Harald zur Hausen - predsednik in Znanstveno član Fundacije odbora DKFZ, Nobelova nagrada za medicino 2008
- Walther Bothe - Fizika (Prof.) Nobelova nagrada za fiziko 1954
- Theodor Hänsch - Fizika (Prof.) Nobelova nagrada za fiziko v letu 2005.
- J. Hans D. Jensen - Fizika (Prof.) Nobelova nagrada za fiziko 1963
- Albrecht Kossel - Lekarna (prof 1901-1927) Nobelova nagrada za medicino leta 1910
- Richard Kuhn - Kemiki (Prof.) Nobelova nagrada za kemijo 1938
- Philipp Lenard - Fizika (prof 1907-1938) Nobelova nagrada za fiziko 1905
- Georg Wittig - Lekarna (Prof.) Nobelova nagrada za kemijo 1979
- Stefan Hell - fizik, Nobelova nagrada za kemijo 2014 (stud 1981-1987